# Gare de Saint-Dizier
Gare de Saint-Dizier vasútállomás Franciaországban, Saint-Dizier településen.

## Vasútvonalak
Az állomást az alábbi vasútvonalak érintik:
- Blesme-Haussignémont-Chaumont-vasútvonal
- Ligne de Revigny à Saint-Dizier

## Kapcsolódó állomások
A vasútállomáshoz az alábbi állomások vannak a legközelebb:
- Gare de Vitry-le-François
- Gare d’Eurville
- Gare de Joinville
- Gare de Chevillon